# Вайнер Георгій Олександрович
Гео́ргій Олекса́ндрович Ва́йнер (рос. Георгий Александрович Вайнер; *10 лютого 1938, Москва; — †11 червня 2009, Нью-Йорк) — радянський і російський письменник і журналіст. Брат і співавтор письменника і сценариста Аркадія Вайнера.
Після першого курсу Московського авіаційного інституту перейшов на юридичний факультет Московського державного університету. Працював слідчим у 21-м відділенні міліції, а потім і начальником слідчого відділу МУРа.
Закінчив Московський заочний юридичний інститут (1960). Працював інженером, журналістом ТАСС. З 1990 року жив в США, працював журналістом, в 1992—2001 працював головним редактором газети «Новое русское слово». Був членом редколегії російськомовної газети «Русский Базар». Останній час жив в Нью-Йорку.
Автор ста п'ятдесяти книг і сценаріїв до двадцяти двох фільмів. Популярність письменникові принесли детективні романи, написані в співавторстві з братом Аркадієм Вайнером. Основні твори — «Годинник для містера Келлі» (1967), «Навпомацки опівдні» (1968), «Ліки проти страху», «Гонки по вертикалі», «Візит до Мінотавра» (1972), «Ера милосердя» (1976), «Петля і камінь в зеленій траві», «Євангеліє від ката» і інші. Крім того, Аркадій Вайнер писав театральні п'єси, сценарії для кіно і телебачення. За романом Аркадія і Георгія Вайнерів «Ера милосердя» був поставлений один з найпопулярніших радянських фільмів — «Місце зустрічі змінити не можна».
Вайнер — лауреат премії Союзу письменників СРСР і МВС СРСР (1976, 1978, 1981), лауреат премії Союзу письменників РРФСР, член Союзу письменників СРСР (1972), член Союзу кінематографістів.